# Jef Aérosol
Jef Aérosol, pseudonimo di Jean-François Perroy (Nantes, 15 gennaio 1957), è un artista urbano francese.
Insieme a Blek le Rat è considerato un pioniere dello stencil graffiti in Europa sin dai primi anni 80. Ha realizzato il suo primo intervento stradale, disegnando il suo autoritratto, a Tours nel 1982.

## Opere

Graffito di Jef Aérosol vicino al Centro Pompidou di Parigi

Le sue opere si possono trovare in molte città del mondo: Parigi, Londra, Lisbona, Venezia, Roma, Amsterdam, Chicago, New York, Bruxelles, Pechino e in molte altre città francesi.
Il suo lavoro ritrae spesso personalità celebri come Elvis Presley, Gandhi, Lennon, Hendrix, ma non mancano anche persone anonime prese dalla strada come musicisti, passanti, mendicanti e bambini.
È possibile trovare le sue opere anche in shows, festival ed eventi internazionali.
Uno dei lavori più famosi è il Sitting Kid disegnato sulla Grande muraglia cinese.
La quasi totalità dei suoi lavori è segnata da diverse frecce rosse, che inserisce nelle sue opere, che assieme alla firma (inizialmente un semplice Jef, poi più avanti Jef Aérosol) sono il suo marchio di fabbrica ed il loro significato rimane avvolto nel mistero.
Jef ha dato nome e disegnato la copertina di Vite Fait, Bien Fait e nel 2007 ha scritto il libro VIP Very Important Pochoirs.